# Julidochromis transcriptus
Den maskerede Julie Julidochromis transcriptus er en fisk i Ciclide familien. Den er endemisk i Tanganyikasøen i Afrika, hvor den er fundet i Burundi og Den Demokratiske Republik Congo. Julidochromis transcriptus er den mindste af Julidochromis arterne og den bliver op til 7 cm. Den har sorte og hvide aftegninger og et hvidt bryst. Kanterne på finnerne har som regelt en stærk blå farve. I naturen befinder de sig ved klipperne på 1-10 meters dybde.